# Popeye Village
Popeye Village (pol. Wioska Popeya, filmowe Sweethaven) – park rozrywki otwarty w 1979 roku na Malcie w gminie Mellieħa, nad zatoką Anchor Bay. Park ma postać wioski, którą zbudowano w ciągu ostatnich 7 miesięcy 1979 roku na potrzeby filmu Popeye, kręconego tu w 1980 roku. Dziś wioska jest otwarta cały rok dla turystów jako skansen i kompleks rozrywki rodzinnej. Jest jedną z atrakcji turystycznych Malty.

## Atrakcje

### Kolejki górskie

#### Nieczynne
W 2024 roku jedyna zbudowana w historii parku kolejka górska była nieczynna:
| # | Nazwa | Producent | Data otwarcia | Data zamknięcia | Typ               | Wysokość [m] | Prędkość [km/h] | Źródło |
| - | ----- | --------- | ------------- | --------------- | ----------------- | ------------ | --------------- | ------ |
| 1 | ?     | Supercar  | przed 2006    | 2009            | stalowa dziecięca | ?            | ?               | [ 6 ]  |

### Inne atrakcje
Dla turystów są organizowane 15-minutowe rejsy łodzią po zatoce, gdzie można fotografować krajobrazy i oglądać wioskę od strony morza. W dolnym kompleksie znajduje się kino, gdzie co godzinę wyświetlane są projekcje dotyczące filmu, jak i jego powstawania. W ośrodku organizowane są również pokazy np. teatrzyki kukiełkowe. Na ulicach Sweethaven można spotkać przechadzające się postacie z filmu, z którymi można porozmawiać i zrobić sobie zdjęcie. Wstęp do wioski jest płatny, zaś nie są pobierane opłaty za korzystanie z niektórych atrakcji, np. rejs łodzią.

## Tematyzacja
Do budowy filmowej wioski Sweethaven użyto drewna z Holandii, natomiast gonty drewniane użyte do budowy dachów zostały sprowadzone z Kanady. Niektóre z domów w wiosce Popeya zostały wyposażone w różne przedmioty związane z filmem, w tym rekwizyty wykorzystywane w produkcji filmu.